# Nuit et brouillard au Japon
Pour plus de détails, voir Fiche technique et Distribution.
Nuit et brouillard au Japon (日本の夜と霧, Nihon no yoru to kiri) est un film de Nagisa Ōshima sorti en 1960. Le film s'articule autour des vifs débats entre étudiants sur leur engagement politique et la désillusion vis-à-vis du Parti communiste japonais après l'échec du combat contre le renouvellement en 1960 du traité de sécurité nippo-américain (Ampo tōsō).

## Synopsis
On célèbre le mariage de deux jeunes étudiants ayant participé aux événements politiques de la même année. Pour le professeur Udagawa, ce mariage est le symbole d'une réconciliation entre les générations dans le pays, réconciliation ayant déjà débuté par le changement de ligne du Parti communiste japonais. Une partie des étudiants ne semble cependant pas l'entendre de cette oreille. À l'arrivée d'un invité inattendu, accusant ce mariage de trahir la lutte des étudiants, les langues se délient, les tendances s'affirment, les blessures du passé refont surface.

## Fiche technique
- Titre : Nuit et brouillard au Japon
- Titre original : 日本の夜と霧 (Nihon no yoru to kiri?)
- Réalisation : Nagisa Ōshima
- Scénario : Nagisa Ōshima et Toshirō Ishidō (ja)
- Studio : Shōchiku
- Musique : Riichirō Manabe
- Photographie : Takashi Kawamata
- Montage : Keiichi Uraoka
- Pays d'origine :  Japon
- Langue originale : japonais
- Format : couleurs - Cinémascope - son mono - 35 mm
- Genre : drame
- Durée : 107 minutes[2] (métrage : 8 bobines - 2 934 m[2])
- Dates de sortie :
  - Japon : 9 octobre 1960[2]
  - France : 6 février 1980[3]

## Distribution
- Miyuki Kuwano : Reiko Harada
- Fumio Watanabe : Haruaki Noda
- Hiroshi Akutagawa : Asst. Prof. Udagawa
- Masahiko Tsugawa : Ōta
- Shinko Ujiie : Mme Udagawa
- Akiko Koyama : Misako Nakagawa
- Kei Satō : Nakamaki
- Rokkō Toura : Higashiura

## Autour du film
Ce film est un parcours à travers les événements politiques qui ont secoué le Japon entre 1952 et 1960. Ce contexte idéologique amène la Shōchiku à retirer le film des salles après quatre jours d'exploitation, prétextant des troubles que pouvait causer le film (sa sortie coïncidait en effet avec l'assassinat du dirigeant du Parti Socialiste japonais, Inejirō Asanuma). Nagisa Ōshima, criant au complot politique, claquera la porte de cette société de production pour créer la sienne, la Sozocha.

## Récompenses
Sauf indication contraire, les informations mentionnées dans cette section peuvent être confirmées par la base de données cinématographiques IMDb,  présente dans la section « Liens externes ».
- 1961 : prix Blue Ribbon du meilleur nouveau réalisateur pour Nagisa Ōshima pour Contes cruels de la jeunesse, L'Enterrement du soleil et Nuit et brouillard au Japon